# Roberto Eduardo Sosa
Roberto Eduardo Sosa (San Carlos, 14 giugno 1935 – 27 giugno 2008) è stato un calciatore uruguaiano, di ruolo portiere.

## Carriera

### Nazionale
Nel 1954 partecipò con la Nazionale Under-19 di calcio dell'Uruguay al Campionato sudamericano di calcio Under-19, vincendolo.
Nel 1959 partecipò con la nazionale maggiore al Campeonato Sudamericano de Football svoltosi in Ecuador, terminato con l'affermazione dei celesti.

## Palmarès

### Nazionale
- Campionato sudamericano Under-19: 1

Venezuela 1954
- Coppa America: 1

Ecuador 1959